# 坂井克行
坂井克行（日语： Katsuyuki Sakai ; 1988年9月7日—）為日本橄欖球運動員。目前效力於日本橄欖球頂級聯賽豐田自動織機Shuttles。他還為日本國家七人制橄欖球隊打七人制橄欖球，代表日本參加2016年夏季奧林匹克運動會。

## 務部連結
- 日本橄欖球協會頁面